# Balkundra
Balkundra é uma vila no distrito de Hazaribag, no estado indiano de Jharkhand.

## Demografia
Segundo o censo de 2001, Balkundra tinha uma população de 5369 habitantes. Os indivíduos do sexo masculino constituem 54% da população e os do sexo feminino 46%. Balkundra tem uma taxa de literacia de 68%, superior à média nacional de 59,5%; com 61% para o sexo masculino e 39% para o sexo feminino. 12% da população está abaixo dos 6 anos de idade.